# فيصل عجب
فيصل سعد عجب العازمي لاعب كرة قدم كويتي ولد في (23 يناير 1993) يلعب مع نادي الساحل في الدوري الكويتي الممتاز وكذلك مع منتخب الكويت لكرة القدم.
تدرج من الفئات السنية لنادي القادسية حتى أصبح لاعبا في الفريق الأول للنادي في الهجوم، انتقل إلى نادي التضامن في عام 2017 وإلى نادي المرخية عام 2018 .

## روابط خارجية
- فيصل عجب على موقع قاعدة بيانات كرة القدم.إي يو (الإنجليزية)
- فيصل عجب على موقع ناشيونال فوتبول تيمز (الإنجليزية)
- فيصل عجب على موقع Soccerway.com (الإنجليزية)
- فيصل عجب على موقع كووورة